# Mörtetjärnen (Töftedals socken, Dalsland)
Mörtetjärnen är en sjö i Dals-Eds kommun i Dalsland och ingår i Enningdalsälvens huvudavrinningsområde.